# Consonante linguolabiale

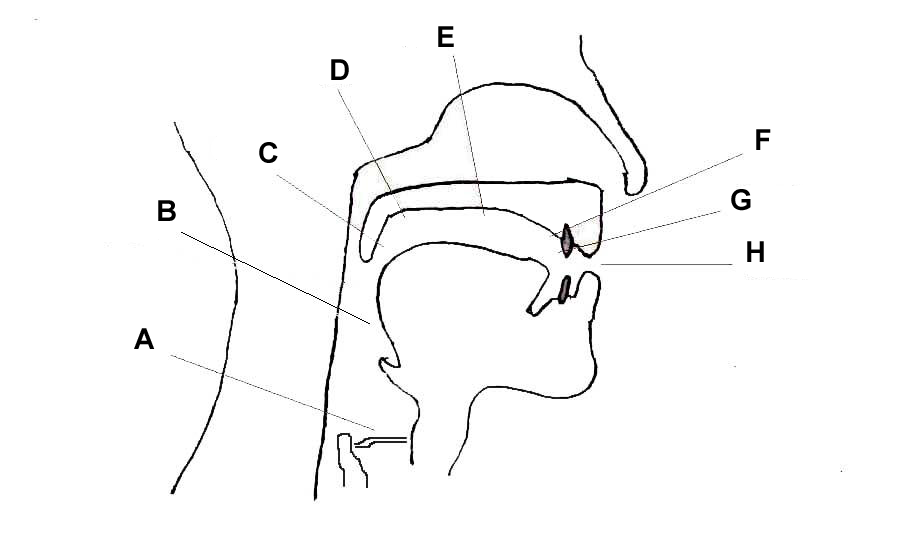
L'apparato fonatorio secondo i luoghi di articolazione: A = glottide; B = faringe; C = ugola; D = palato molle (o velo palatino); E = palato duro; F = alveoli; G = denti; H = labbra.

In fonetica articolatoria le consonanti linguolabiali o apicolabiali sono consonanti apicali articolate ponendo la punta o la lama della lingua contro il labbro superiore, che viene tirato verso il basso per incontrare la lingua. Rappresentano un unico estremo di un continuum articolatorio coronale che si estende dai luoghi di articolazione linguolabiali a quelli palatali subapicali. A livello interlinguistico, le consonanti linguolabiali sono molto rare, anche se non rappresentano una combinazione di configurazioni articolatorie particolarmente esotica, diversamente dalle consonanti click o consonanti eiettive. Si trovano in un gruppo di lingue Vanuatu, nel dialetto kajoko del lingua bijago parlata in Guinea-Bissau, nonché nell'umotína (una lingua bororoana recentemente estinta del Brasile, e come suoni extrafonotattici in tutto il mondo.

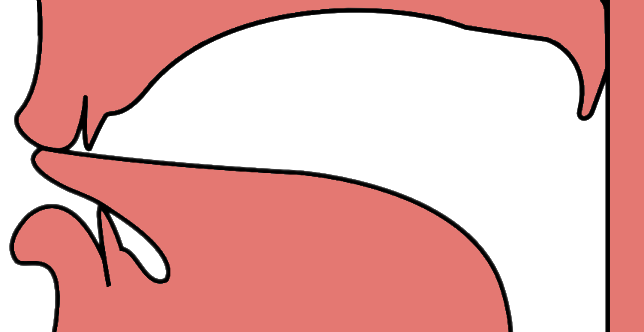
Sezione sagittale dell'occlusione linguolabiale

Le consonanti linguolabiali sono trascritte nell'alfabeto fonetico internazionale aggiungendo il segno diacrito del "gabbiano" 033C alla corrispondente consonante alveolare. A volte si vedono invece scritte con il diacritico della apicale 033A per una consonante bilabiale.
Si trovano in Oceania, nella lingua araki parlata dalla popolazione Vanuatu, nel dialetto Kajoko della lingua Bijago parlata in Guinea-Bissau, in umotina (una lingua del Brasile), e dovunque come elemento paralinguistico.

Sono anche diffuse nel disordine fonologico, e per esse è specificamente previsto un diacritico nelle estensioni dell'alfabeto IPA.
| IPA | Descrizione                                      | Esempio                    | Esempio    | Esempio   | Esempio                                        |
| --- | ------------------------------------------------ | -------------------------- | ---------- | --------- | ---------------------------------------------- |
| IPA | Descrizione                                      | Lingua                     | Ortografia | IPA       | Significato                                    |
| n̼   | nasale linguolabiale                             | tangoa                     |            | [n̼ata]    | "occhio"                                       |
| t̼   | occlusiva linguolabiale sorda                    | tangoa                     |            | [t̼et̼e]    | "farfalla"                                     |
| d̼   | occlusiva linguolabiale sonora                   | dialetto kajoko del bijago |            | [nɔ̀-d̼ɔ́ːɡ] | "pietra"                                       |
| n̼d̼  | occlusiva linguolabiale sonora prenasalizzata    | vao                        |            | [nan̼d̼ak]  | "arco"                                         |
| θ̼   | fricativa linguolabiale sorda                    | big nambas                 |            | [ˈinɛθ̼]   | "è asmatico"                                   |
| ð̼   | fricativa linguolabiale sonora                   | tangoa                     |            | [ð̼atu]    | "pietra"                                       |
| r̼   | vibrante linguolabiale (usa il labbro inferiore) | zapoteco coatlán           |            | r̼ʔ        | imitazione del peto di un bambino (pernacchia) |
| ǀ̼   | click linguolabiale                              | zapoteco coatlán           |            | ǀ̼ʔ        | imitazione di un maiale che beve acqua         |